# Дангрек
Дангре́к, Пном-Дангрек, Дангредо (тайськ. ทิวเขาพนมดงรัก, кхмер. ជួរភ្នំដងរែក, Chuor Phnom Dângrêk) — гірський ланцюг на межі між Таїландом і Камбоджею.
Гори Дангрек простягнулися більш ніж на 300 км з південного заходу на північний схід, між горами Самканбенг в таїландському національному парку Каояй і до місця, де зустрічаються кордони Таїланду, Камбоджі й Лаосу. Для цих гір характерні пологі спуски на їх північних схилах, і обривисті, круті на південних. Таким чином, підйом в гори з боку Таїланду дуже легкий, в той же час з боку Камбоджі він ледве можливий.
Дангрек загалом є ланцюгом плоских пагорбів, складених з масивного пісковику і глинистого сланцю. Найбільша висота зафіксована на сході цієї гірської формації — однойменна гора Дангредо має висоту 761 м. Деякі інші гори також перевищують висоти в 600 м — наприклад, Айнок (696 м), Палансун (670 м), Паномайнау (638 м), Преахвіхеа (625 м).
На камбоджійському боці гір знаходиться знаменитий кхмерський храм XI століття Преахвіхеа.